# Garrincha
Manuel dos Santos (Magé, 28 oktober 1933 - Rio de Janeiro, 20 januari 1983) was een Braziliaans profvoetballer. Garrincha, de bijnaam "klein vogeltje" kreeg hij van zijn zuster. Hij wordt door velen gezien als een van de beste Braziliaanse voetballers ooit. Hij won, nadat Pelé geblesseerd raakte, 'in zijn eentje' met Brazilië de wereldbeker van 1962 in Chili.

## Biografie
Garrincha werd in 1933 geboren in Pau Grande, een kleine stad in de buurt van Rio de Janeiro. Bij zijn geboorte bleek dat zijn linkerbeen naar buiten gedraaid stond en dat zijn rechterbeen zes centimeter korter was en naar binnen gedraaid stond. Desondanks, of misschien juist dankzij deze handicap groeide Garrincha uit tot een zeer technische voetballer en een van de grootste dribbelaars aller tijden.
Garrincha was een geweldige voetballer, maar in zijn privé-leven kende hij heel wat problemen. Hij was een stevige drinker en was verschillende keren betrokken bij een auto-ongeluk. In 1969 kwam zijn schoonmoeder bij een van deze ongelukken om het leven.
Garrincha trouwde tweemaal. De eerste keer met Nair Marques, een fabrieksmeisje uit zijn geboortestad Pau Grande en de tweede keer met Elza Soares, een bekende sambazangeres. Maar daarnaast had Garrincha verschillende andere affaires en in totaal liet hij na zijn dood dertien kinderen achter, waarvan een in Zweden.
In het voorjaar van 1959 had Garrincha een affaire met een serveerster van het spelershotel in Umeå, na een vriendschappelijke wedstrijd van Botafogo in Zweden. Negen maanden later werd er in Rio de Janeiro een brief aan hem bezorgd, waarin stond dat Garrincha vader was geworden van een zoon. Zijn Zweedse kleinzoon, Martin Lindberg, had ook aanleg voor de voetbalsport en speelde als rechtsbuiten als jeugdspeler voor Halmstads BK, maar moest het voetbal op niveau beëindigen nadat hij in 2009 zijn knieband afscheurde.
Na zijn voetbalcarrière ging het snel bergafwaarts met Garrincha. Hij wist niet goed om te gaan met de roem en begon steeds meer te drinken. In 1983 stierf hij, op 49-jarige leeftijd, aan cirrose. Zijn begrafenisprocessie, van het Maracanãstadion naar Pau Grande trok duizenden mensen en na zijn dood schreven de mensen op de muur:
"Bedankt, Garrincha, dat je geleefd hebt".
In de hoofdstad Brasilia was tot 2010 een stadion naar hem vernoemd: Estádio Mané Garrincha, en ook het stadion van Esporte Clube Pau Grande draagt zijn naam.

## Clubcarrière
Garrincha speelde in zijn jeugd voor een plaatselijke club uit Pau Grande. Op negentienjarige leeftijd, in de zomer van 1953, meldde hij zich voor het eerst voor een proeftraining, bij Botafogo in Rio de Janeiro. Hij mocht het als rechtsbuiten opnemen tegen international Nílton Santos (later door de FIFA verkozen tot linksback in het wereldelftal van de twintigste eeuw). Garrincha passeerde hem direct. Nilton Santos dacht dit jonge ventje wel te temmen, maar ook de volgende vijf acties liet Garrincha hem het nakijken. De trainer had voldoende gezien en al na drie trainingen mocht Garrincha het in het eerste elftal van Botafogo proberen en scoorde meteen een hattrick.
Voor deze club speelde hij twaalf jaar en in 581 wedstrijden scoorde hij 232 keer. Met Botafogo won hij eenmaal het Campeonato Brasileiro en driemaal het Campeonato Carioca. In zijn laatste jaren bij deze club begon het lichaam van Garrincha steeds meer tegen te werken en zijn kapotte knieën begonnen hem steeds meer te hinderen. Na zijn periode bij Botafogo speelde hij nog een aantal wedstrijden voor Sport Club Corinthians Paulista, Flamengo en het Colombiaanse Atlético Junior. In 1969 was er even sprake van dat hij verkocht zou worden aan het Franse Red Star Paris, maar hij tekende nooit een contract. In 1972 sloot hij zijn carrière af bij Olaria.
Op tournee door Europa, met Botafogo, speelde hij in 1959 in Nederland tegen Willem II (winst), Fortuna '54 (winst) en Feyenoord (verlies).

## Nationaal elftal
Tussen 1955 en 1966 speelde Garrincha 50 wedstrijden voor het nationale elftal van Brazilië en hij kwam uit op WK 1958, WK 1962 en het WK 1966. In 1958 en 1962 werd Brazilië wereldkampioen.

### WK 1958
Dit was het eerste WK van zowel Pelé en Garrincha. In de eerste twee duels werden Garrincha en Pelé nog koppig genegeerd door Feola. Na een collectief pleidooi van de selectie, werden ze tegen de Sovjet-Unie eindelijk opgenomen in de basis.
In die wedstrijd beproefde Garrincha binnen twee minuten eens even de linkerpaal en Pelé de rechter. Garrincha draaide rechtsback Kuznetsov volkomen dol en al in de derde minuut tekende Vavá de 1-0 aan. De Sovjet-Unie werd geen moment rust gegund door de artiesten van Brazilië. Toch werd het pas dertien minuten voor het einde 2-0, weer met Vavá als afmaker. De toeschouwers in Göteborg vergaapten zich nog wel aan een komische uitsmijter van Garrincha. Als aan een touwtje liet hij liefst vijf Russen in een kringetje om de bal dansen. De demonstratie van Brazilië rechtvaardigde een veel hogere uitslag dan de 2-0. Maar de wereld had kennisgemaakt met de fenomenen Pelé en Garrincha. Uiteindelijk bereikte Brazilië de finale, waarin het thuisland Zweden met liefst 5-2 kleineerde. De eerste wereldtitel was binnen voor Garrincha.

### WK 1962
Vier jaar later schitterde Garrincha op het WK in Chili, waar Pelé in de tweede wedstrijd geblesseerd wegviel. Het zou Garrincha's toernooi worden, zoals het WK van 1986 het toernooi was van Maradona. De Brazilianen, met grotendeels hetzelfde elftal als in 1958, misten de brille van vier jaar terug. Maar Garrincha nam ze op sleeptouw en leidde hen naar een tweede wereldtitel.
In de kwartfinale tegen Engeland stapte hij voor het eerst in volle glorie uit de schaduw van de afwezige Pelé. Hij kon zelfs ineens koppen. Bij de 1-0 reikte hij, 1.69 meter klein, hoger dan de 1.86 meter lange Maurice Norman. Na de 1-1 inspireerde Garrincha als gangmaker de Brazilianen. Hij gunde Vavá de 2-1 en sloot zelf de show af met 3-1. In de halve finale werd vervolgens thuisland Chili met 4-2 verslagen, mede dankzij de 1-0 en 2-0 van Garrincha. In de slotfase werd Garrincha voor de zoveelste keer weer eens tegen zijn schenen getrapt. De uitblinker was het gebeuk zo zat dat hij terug schopte. Onder gejoel en gefluit vluchtte de weggezonden Garrincha naar de kleedkamer. Onderweg plofte nog een fles op zijn hoofd. Bloedend haalde hij de catacomben.
In de finale tegen Tsjechoslowakije mocht hij toch worden ingezet. Na tussenkomst van de Braziliaanse premier Tancredo Neves, werd zijn schorsing omgezet in een officiële waarschuwing. Garrincha speelde de finale overigens met 39 graden koorts, waardoor hij de hoofdrol aan anderen moest laten. Na een 1-0-achterstand werden de Tsjechen, met Josef Masopust als regisseur, met 3-1 verslagen.
Garrincha werd dit toernooi topscorer en speler van het toernooi.

### WK 1966
Het toernooi van 1966 in Engeland was voor Brazilië geen geweldige ervaring. Garrincha was al lang niet meer de ster van vier jaar eerder, maar niemand durfde hem buiten de ploeg te houden. De eerste wedstrijd op het WK werd gewonnen, maar de tweede, tegen Hongarije ging verloren. Het was Garrincha's vijftigste en laatste wedstrijd voor het Braziliaans elftal. Het was de eerste keer dat het Braziliaanse elftal met Garrincha in de ploeg verloor.

## Erelijst
Botafogo
- International Quadrangular Tournament: 1954
- Campeonato Carioca: 1957, 1961, 1962
- Interclub Tournament Pentagonal Mexico: 1958
- International Tournament of Colombia: 1960
- International Tournament in Costa Rica: 1961
- Tournament Home: 1961, 1962 and 1963
- Pentagonal the International Club of México: 1962
- Interstate Cup Champions Club: 1962
- Torneio Rio-São Paulo: 1962, 1964
- World Champion Clubs (Paris Intercontinental Championship): 1963
- Golden Jubilee Tournament Football Association of La Paz: 1964
- Ibero-American Tournament: 1964
- Paramaribo Cup: 1964

 Corinthians
- Torneio Rio-São Paulo: 1966

 Brazilië
- WK voetbal: 1958, 1962

Individueel
- WK voetbal Gouden Bal: 1962
- WK voetbal Golden Schoen: 1962 (vier doelpunten, gedeeld winnaar)
- WK voetbal All-Star Team: 1958, 1962
- Beste speler Campeonato Brasileiro Série A: 1962
- Beste speler Torneio Rio-São Paulo: 1962
- Beste speler Interstate Club Champions Cup: 1962
- Beste speler Campeonato Carioca: 1957, 1961, 1962
- World Soccer World XI: 1962
- Braziliaans Voetbalmuseum Hall of Fame
- Wereldelftal van de twintigste eeuw
- WK voetbal Team Aller Tijden
- World Soccer Grootste spelers van de twintigste eeuw (1999): plaats 20
- L'Équipe Top 50 Zuid-Amerikaanse spelers in de historie: plaats 4
- IFFHS Braziliaans speler van de twintigste eeuw: plaats 2
- IFFHS Zuid-Amerikaans speler van de twintigste eeuw: plaats 4
- IFFHS wereldspeler van de twintigste eeuw: plaats 8
- The Best of The Best – Speler van de eeuw: Top 50
- Ballon d'Or: 1962 - Le nouveau palmarès
- IFFHS Legends